# N-трет-Бутилимин ацетальдегида
N-трет-Бутилимин ацетальдегида — органическое вещество, относящееся к классу иминов, производное ацетальдегида и трет-бутиламина. С точки зрения органического синтеза, представляет собой синтетический эквивалент ацетальдегида. Другие имины, полученные из ацетальдегида, крайне сложно использовать в щелочных условиях, однако стерически более затруднённые имины (N-трет-бутилимин ацетальдегида, но также аналог с циклогексильным заместителем) гораздо более стабильны в данных условиях. Реагент находит применение в синтезе α,β-непредельных альдегидов.

## Получение
N-трет-бутилимин ацетальдегида получают конденсацией ацетальдегида и трет-бутиламина без растворителя. При проведении реакции амин по каплям добавляется к ацетальдегиду (важен порядок смешивания). Полученное соединение очищают перегонкой над гидроксидом калия на колонке Вигре. Другие методы синтеза включают отгонку образующейся в реакции воды в виде азеотропной смеси с каким-либо растворителем. Тем не менее, если в синтезе использовать хлористый метилен, получаемый продукт оказывается всегда загрязнённым следами растворителя.

## Применение в синтезе
Подвижные протоны в α-положении реагента могут быть отщеплены под действием сильных оснований — диизопропиламида лития либо диэтиламида лития в тетрагидрофуране. Образующиеся при этом анионы выступают в качестве нуклеофилов в реакциях нуклеофильного замещения. Так, литиированный реагент легко вступает в реакцию с первичными алкилбромидами, при этом часто побочной реакцией оказывается повторное алкилирование по α-положению. Данный реагент был использован в синтезе природного алкалоида стенусина, который вырабатывается жуком Stenus comma. Попытки синтезировать то же вещество с использованием N-этилимина ацетальдегида к успеху не привели.
N-трет-Бутилимин ацетальдегида успешно используется в синтезе α,β-непредельных альдегидов. Для этого он на первой стадии депротонируется под действием указанных выше реагентов, после чего вводится в реакцию с триметилхлорсиланом, а затем с карбонильным соединением.
N-трет-Бутилимин ацетальдегида трижды хлорируется по α-положению под действием N-хлорсукцинимида.
Реагент применяется в синтезе имидазолов. Для этого он вводится в реакцию с пара-толилсульфонилметилизоцианидом (TosMIC) в присутствии трет-бутиламина.

## Хранение
Поскольку вещество очень чувствительно к гидролизу, его необходимо хранить в закрытых сосудах под инертной атмосферой и в холодильнике. Предпочтительно использовать свежеперегнанный реагент, а работа с ним должна проводиться под тягой.